# Gibson Les Paul
Gibson Les Paul é uma guitarra elétrica de corpo sólido desenhada por Ted McCarty e criada em 1952 em parceria com o popular guitarrista Les Paul, a quem Gibson convidou para aprovar o novo modelo. Esse é um dos três modelos de guitarra mais conhecidos do mundo, juntamente com a Fender Telecaster e a Fender Stratocaster.

## Origens
A Gibson Les Paul foi o resultado de uma colaboração de design entre a Gibson Guitar Corporation e o guitarrista de jazz e inventor Les Paul. Em 1950, com a introdução da Fender Telecaster no mercado musical, as guitarras elétricas se tornaram uma febre entre o público. Em reação a isso, o presidente da Gibson, Ted McCarty, trouxe o guitarrista Les Paul como consultor. Les Paul era um respeitado inovador, com experiência em design de guitarras, capaz de aprimorar a sua própria música. De fato, ele havia construído com as próprias mãos um protótipo de corpo sólido chamado "The Log", um design amplamente considerado, mais tarde, como o primeiro de corpo sólido já construído - Spanish Guitar - em oposição à "Hawaiian" - uma guitarra de lap steel. Essa guitarra é conhecida como "The Log" por causa do seu núcleo sólido (um bloco de pinho), cuja largura e profundidade são um pouco maiores que a largura do braço. Apesar de numerosos outros protótipos e modelos de corpo sólido, de produção limitada de outros fabricantes, já terem vindo à tona anteriormente, entre 1945 e 1946, Les Paul aproximou-se da Gibson apresentando o protótipo da "The Log", no entanto esse design de corpo sólido foi rejeitado.
Em 1951, essa rejeição inicial se tornou uma colaboração de design entre a Gibson Guitar Corporation e Les Paul. Foi acordado que a nova guitarra Les Paul seria um instrumento caro e bem feito nos moldes da tradição da Gibson.
Apesar das divergências em relação às contribuições individuais no design da Les Paul, ela estava longe de ser uma réplica de mercado dos modelos fabricados pela Fender. Desde os anos 30, Gibson havia oferecido guitarras de corpo oco, semi acústicas, como a Gibson ES-150; no mínimo, esses modelos de corpo oco forneciam uma pista sobre o design da nova Gibson de corpo sólido, incluindo um corpo mais tradicional em forma mais curva do que a oferecida pela rival Fender e com o braço colado, em contraste com o braço parafusado dos modelos da Fender.
A relevância das contribuições de Les Paul para o design de sua guitarra Gibson permanece controverso. O livro "50 anos da Gibson Les Paul" limita a contribuição de Les Paul às seguintes: aconselhar sobre a peça do corpo que seguraria as cordas junto à ponte (tailpiece) e a cor de preferência, afirmando que Les Paul preferia a cor dourada por parecer "ser mais cara", considerando a cor preta como uma segunda escolha, porque nela "parece que seus dedos estão se movendo mais rápido" e "parece elegante como um terno".
Além disso, o presidente da Gibson, Ted McCarty afirma que a Gibson Guitar Corporation apenas se aproximou de Les Paul pelo direito de imprimir o nome do músico no headstock para melhorar as vendas do seu modelo, e que em 1951 Gibson tinha mostrado a Les Paul um instrumento semi acabado. McCarty também afirma que as discussões de design com Les Paul foram limitadas ao cordal da guitarra e a instalação de um tampo sobre o corpo de mogno para melhorar a densidade e o sustain, que Les Paul havia solicitado. Contudo, de acordo com a Gibson, essa mudança tornaria a guitarra muito pesada e o pedido de Les Paul foi negado.
Outra opção: a Gibson Les Paul Custom original foi projetada inicialmente para ser toda de mogno e a Goldtop (dos anos 1952 a 1958) teriam de ter o maple, tampo e corpo de mogno. Além desses pedidos, as contribuições de Les Paul para a linha de guitarra que iria carregar o seu nome foram indicadas para serem cosméticas. Por exemplo, sempre um showman, Les Paul havia especificado que a guitarra fosse oferecida com acabamento dourado, não apenas por ostentação, mas para enfatizar a alta qualidade do instrumento. A última característica a ser incluída mais tarde no modelo Les Paul foi o flame maple (listra de tigre) e  acabamento em maple, e uma vez mais contrastando com a linha da rival Fender, oferecendo uma maior opção de cores. Gibson foi novamente inconsistente com suas escolhas de madeira, e algumas Goldtop tiveram o seu acabamento despojado para revelar a bela madeira figurada abaixo da camada de tinta.[carece de fontes?]

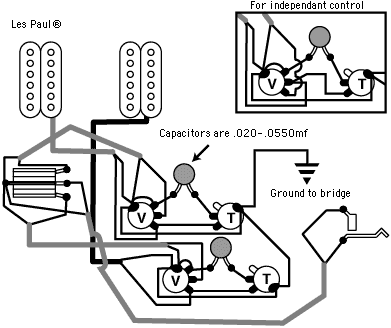
Circuito eletrônico, com dois captadores Humbucker, da Gibson Les Paul.

## Modelos e variações
O modelo Les Paul foi originalmente concebido para incluir dois modelos: Goldtop (1952 a 1958), e Custom (1954 a 1960). Evoluções na captação, corpo e design do hardware permitiram à Les Paul se tornar uma guitarra com modelos produzidos a longo prazo no mercado das guitarras elétricas de corpo sólido que miravam no ponto chave do preço de cada nível do mercado, exceto para os guitarristas totalmente novatos. O mercado de guitarra para guitarristas iniciantes era ocupado pelo modelo Melody Maker, e apesar de não ser cara, a Melody Maker não carregava o nome de Les Paul e seu corpo consistente seguiu o design das verdadeiras Les Paul através de cada época.
Além dessas formas e desenhos do corpo, existe um grande número de características que distinguem a linha da Gibson Les Paul de outras guitarras elétricas. Por exemplo, em um modo semelhante às Gibson's de corpo oco, as cordas das guitarras Les Paul são sempre inseridas pela parte superior do corpo do instrumento e não pelas costas do mesmo, como ocorre com os modelos da rival Fender. A Gibson também apresenta uma variedade de cores como Vermelho Vinho, Preto, Branco Clássico, Fire Burst e Branco Alpino. Em adição, os modelos Les Paul oferecem uma variedade de acabamentos e níveis decorativos, uma diversidade de opções de hardware e um conjunto inovador de opções de captadores elétricos, alguns que significantemente impactaram o som da música elétrica. Por exemplo, em 1957 a Gibson introduziu o PAF Humbucker, que revolucionou o som da guitarra elétrica e eliminou os ruídos que tinham atormentado as guitarras com captador de bobina única.

### Goldtop (1952–1958, 1968-presente)
A Les Paul de 1952 apresentava dois captadores P-90 de bobina única e uma ponte em estilo trapézio e um cordal, com cordas que eram inseridas abaixo do cordal de aço. O peso e as características de tonalidade de cada Les Paul são muito amplos devido a construção de mogno e maple. Maple é duro e tem uma boa madeira, mas era restrito ao tampo sob o mogno mais leve, para manter o peso sob controle.
 Em adição, as primeiras Les Paul de 1952 nunca tiveram os seus números de série inscritos, e não tinham o corpo ligado ao braço e são considerados por muitos como protótipos de Les Paul. Entretanto, mais tarde, em 1952, as Les Paul passaram a ter número de série e também vinham com o corpo ligado ao braço. Curiosamente, o projeto do modelo de alguns desses modelos são bem variados. Por exemplo, algumas dessas Les Paul dessa edição foram equipadas com captadores negros P90 no lugar da cobertura plástica em creme que são associadas a essas guitarras, mesmo hoje em dia. Vale ressaltar que esses modelos iniciais que carregavam a designação de "Goldtop" começaram a ganhar interesse de colecionadores e, consequentemente,associou-se um valor nostálgico a esse instrumento que está aumentando no mercado de colecionadores, pois as 1968-1969 Deluxe Gold Top foram construídas com as madeiras e peças restantes do final dos anos 50.
A Gold Top retornou a partir de 1968, sendo rebatizada de Deluxe Gold Top. Até 1974, 90% das Deluxe's eram Gold Top (e continuaram sendo fabricadas ate 1984). As Standards a partir de 1977 passaram também a ter modelos na cor Gold Top, assim como as novas linhas Classic, criada a partir de 1990, e Traditional a partir de 2008. A Gibson Custom Shop fabrica reedicoes Gold Top R7, de 1957.

### Custom (1954–1960, 1968–presente)
A segunda versão da guitarra Les Paul foi apresentada ao público em 1954. Chamada de Gibson Les Paul Custom, esta guitarra, completamente preta, foi apelidada de 'Black Beauty', originalmente nome para as versoes de 2 captadores, mais que ficou associada aos modelos de 3 captadores mais tarde. A Les Paul Custom apresentava um topo de mogno para diferenciar o instrumento de seu modelo predecessor 'Goldtop'. Esta apresentava um novo design da ponte Tune-o-matic e captadores com liga de Alnico V magnético, e P-480, na posição do braço. Em 1957 até 1960 os modelos Custom passaram a ser equipadas com os novos modelos de captadores PAF da Gibson e com não apenas versões com 2, mas com também com 3 captadores. O modelo com 3 captadores manteve a chave seletora de 3 posições, então, não era possível combinar os três captadores.
Em 1960, após o uso de 3 captadores a Gibson continuou a busca por market-share sobre a Fender através de modelos como a Gibson SG. A Custom retornaria somente a partir de 1968, agora com top de maple e nao mais toda de mogno,com 2 captadores. E o único modelo atual da Gibson junto com a Traditional que não são fabricados em câmaras. Nenhuma Custom Shop (seja Custom, Standard ou Gold Top) também não possuem câmaras. Em 2007 a Gibson criou um novo modelo mais acessível ao mercado chamado Classic Custom, uma versão mais barata e sem todas as especificações de uma Custom.
A Gibson Custom Shop fabrica reedições da Custom Black Beauty 1957, com 2 captadores, toda de mogno e também da 1968, com 2 captadores, com top de maple. A Gibson Les Paul Custom e o modelo Les Paul mais utilizado pelos guitarristas de hard rock e heavy metal.

### Junior (1954–1960) e TV (1955–1960)
Em 1954, para aumentar ainda mais o mercado das guitarras de corpo sólido, a Gibson começou a divulgar a Gibson Les Paul Junior.
, a Gibson, novamente, estava mirando no público iniciante novamente com o design da Les Paul Junior. Ao longo do tempo este design provou ser eficiente também para o uso profissional.
Houve diferenças marcantes entre os outros modelos de Les Paul e a Les Paul Junior. Por exemplo, embora o contorno de corpo da Junior fosse claramente uma reminiscência do corpo da Les Paul original , o padrão Junior foi caracterizado por seu flat-top de mogno com acabamento tradicional Gibson Sunburst. A Junior foi apresentada como uma opção barata para os consumidores das guitarras elétricas da Gibson[carece de fontes?]: ela tinha um captador P-90 simples, um volume de controle comum e dois controles de tonalidade e uma escala de rosewood não colada ao braço e marcação de bolinha no braço. Entretanto como uma concessão às aspirações de guitarristas iniciantes a Junior apresentava um cordal e ponte semelhantes ao da segunda encarnação da guitarra Gold-Top.
Mais tarde, em 1965, a Gibson lançou a Les Paul TV Model, que essencialmente era uma Junior que a Gibson chamava de 'acabamento natural'. Este acabamento era na verdade mais como uma coloração mostarda translúcida amarela através da qual o veio da madeira podia ser enxergado e não foi diferente do acabamento que a rival Fender chamava de Manteiga amarela. A ideia atrás da TV amarela era que guitarras brancas poderiam brilhar muito mais nas transmissões de TV preto e branco enquanto as TV Amarela não brilhariam tanto.
Em 1958, a Gibson fez mudanças radicais no design de seus modelos Junior e TV: as mudanças de designs se tornaram mudanças cosméticas para essas guitarras que poderiam mais tarde ter enorme importância. Para acomodar o pedido de guitarristas para ter mais acesso as casas mais agudas, que os modelos anteriores não permitiam, Gibson renovou ambos os modelos com um novo corte duplo na forma do corpo. Em adição , o visual rejuvenescido da Junior foi incrementado com um novo acabamento cereja , enquanto a reformada TV adotou uma nova coloração com acabamento amarelo para combinar com seu novo design.

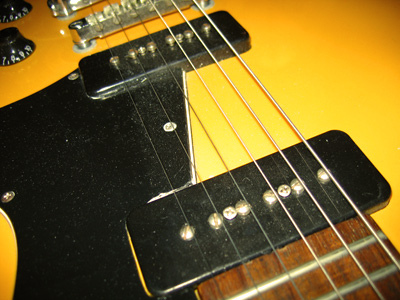
Special SC (TV Amarela) da Epiphone.
Nota:os equipamentos originais da Special ponte-cordal, no lugar da ponte Tune-o-matic na foto.

### Standard (1958–1960, 1976–2008)

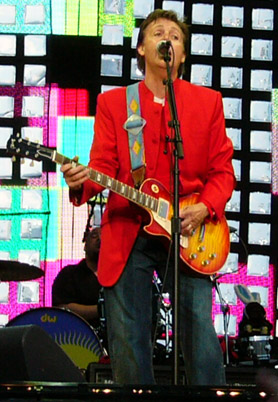
Paul McCartney Tocando uma Les Paul CherryBurst Standard 1960 para canhotos

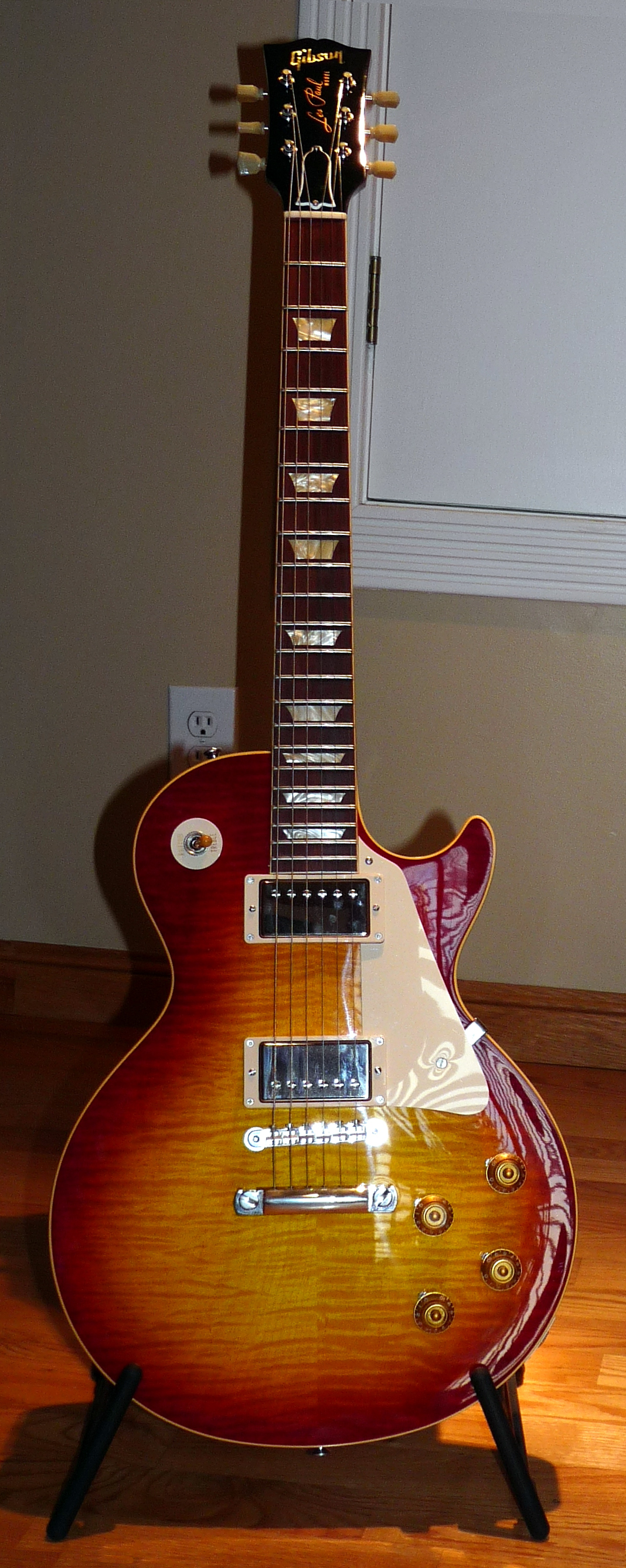
Gibson Custom 50th Anniversary 1959 Les Paul Standard (2009)

Em 1958, a Gibson atualizou a Les Paul novamente. O novo modelo manteve a maioria das especificações da Goldtop de 1957, incluindo os captadores PAF humbucker, topo de maple, ponte tune-o-matic com o cordal ou ponte com alavanca Bigsby. A mudança mais significante nos novos modelos foi o acabamento. A cor da Goldtop, usada desde 1952 foi substituída pelo acabamento em Sunburst que já havia sido usado nas guitarras de corpo oco da Gibson assim como nos modelos da Gibson J-45. Para diferenciar da Goldtop dos primórdios, a nova Les Paul era chamada de Standard. A produção original das Standard vai de 1958 a 1960. Apenas 1.700 desses modelos foram feitos e tornaram-se consequentemente alvo de colecionadores. A produção original encerrou quando em 1961, a Gibson redesenhou a Les Paul apresentando um cutway duplo no corpo, que mais tarde se tornaria a SG. Devido a grande demanda, Gibson retomou a produção das Les Paul Standard em 1976, ate 2008, quando resolveu fazer mudanças e lançar um novo modelo mais moderno da Standard , com especificações diferentes das anteriores a 2008. A Gibson Custom Shop fabrica reedições da R9, da 1959, R8, da 1958, R0, da 1960, e são os modelos mais caros da Gibson atualmente.
Nos anos 80 a Gibson também vendeu um número limitado de Les Pauls com sistema de alavanca Kahler.

### Standard (2008-presente)
A nova versão da Les Paul Standard foi lançada em primeiro de Agosto de 2008 a apresenta um longo tensor , um braço assimétrico para uma tocabilidade mais confortável, trastes nivelados por máquinas Plek e tarraxas com travas da Grover com uma proporção maior de 18:1.Com o modelo 2008 a Gibson apresentou as camaras de "alívio de peso" que incluem "câmaras" em áreas específicas do mogno, como especificado pela Gibson. Entre 1982 e 2008, as Les Paul Standard eram um "queijo suíço", assim como as Custom e Gold Top. Em outras palavras, tinham buracos por dentro do corpo, mas não tinham câmaras como a linha atual tem. Em 2008 a Gibson também introduziu a Les Paul Traditional, um modelo mais barato que a Standard e mais caro que Classic, mas que ainda a mantendo como um "queijo suíço", como desde 1982
A Gibson também fabrica desde 1990 o modelo Les Paul Classic, um modelo mais acessível que esta em uma faixa de preço mais alta que uma Studio, e custando menos que uma Standard.

### Les Paul SG (1961–1963)

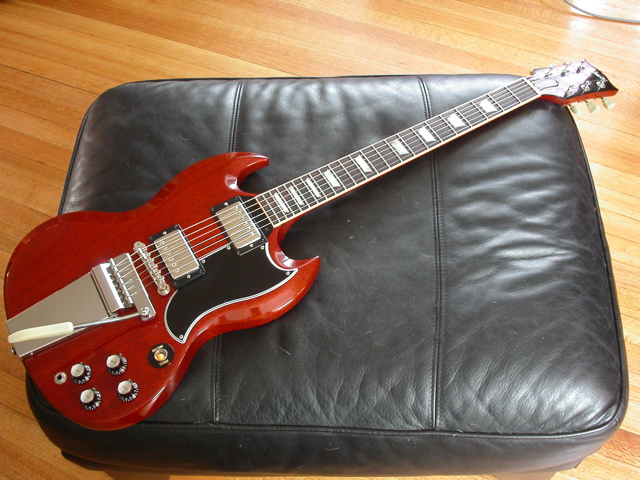
1961 SG Reissue

Em 1960 a Gibson sofreu um declínio de vendas no mercado de guitarras devido aos seus preços altos e forte competição da Fender, que tinha um modelo com desenho de duplo cutway, a Stratocaster. Em resposta a Gibson modificou sua linha Les Paul. Nessa mudança de 1961 as guitarras Les Paul se tornaram mais finas e muito mais leves do que seus modelos iniciais, com dois cutways afiados e um sistema de alavanca. Entretanto o redesenho foi feito sem conhecimento de Les Paul. Quando o músico viu a guitarra, pediu a Gibson que retirasse seu nome do instrumento e rompeu com a companhia. Apesar dessas separação ter ocorrido em 1960, a Gibson tinha um estoque extra de logotipos "Les Paul" e outros materiais e dessa forma continuou a usar o nome de Les Paul até 1963. Nesse ponto o nome da guitarra SG finalmente mudou para "Gibson SG", que era uma abreviação para "Solid Guitar". Em adição a linha SG, Gibson continuou com seus lançamentos de guitarras mais baratas como as Jrs e as Specials (e as Melody Makers) com um novo estilo de corpo. Essas junto com as Gibson Firebird, foram os modelos padrões de corpo sólidos da Gibson até a reintrodução da Les Paul no mercado de guitarras em 1968.

### Interesse renovado nos modelos Les Paul
Em 1964, o guitarrista Keith Richards do grupo Rolling Stones obteve uma Les Paul Sunburst ano 59.
A guitarra, equipada com uma alavanca Bigsby, foi a primeira Les Paul "propriedade de estrela", na Grã-Bretanha e serviu como um dos instrumentos importantes do guitarrista até 1966. Considerando que mudou de guitarra muitas vezes durante esse período, variando entre uma Epiphone de corpo semi-oco a outras várias guitarras fabricadas pela Guild e pela Gibson, Richards é algumas vezes esquecido como um dos primeiros (pós-1960) guitarristas a usar Les Paul.
Em 1966, o guitarrista Eric Clapton também reconheceu o potencial do rock das guitarras Les Paul do final dos anos 50 (particularmente nos anos 1958-1960, modelos Standard Sunburst) e deu a elas larga exposição. Ele começou a usar Les Paul por influência de Freddie King e Humbert Sumlin e tocou uma Standard 1960 no seu álbum inovador "Blues Breakers" - John Mayall - com Eric Clapton. Ao mesmo tempo Mike Bloomfield começou a usar uma Les Paul Goldtop 1954 que ele aparentemente comprou em Boston enquanto fazia uma tour com a Paul Butterfield Blues Band, e gravou a maioria do seu trabalho no disco da banda East-West com a guitarra. Um ano depois, ele trocou com o guitarrista/luthier Dan Erlewine por uma Gibson 1959 Standard com a qual ele se identificou mais. E ao mesmo tempo alguns artistas como Peter Green,Mick Taylor,Jeff Beck e Jimmy Page começaram a usar modelos Les Paul Standart do final dos anos 50. Esses modelos de 1950 apresentavam um som mais denso e com maior sustain dos humbuckers da Gibson equipados com seus originais captadores PAF ("Patent Applied For"). Esses PAFs foram desenhados por Seth Lover que trabalhou na Gibson em 1955 (Patente E.U.A. 2 896 491), e iniciou nas Les Paul em 1957. Essa inovação tornou o modelo de captador padrão da Gibson e, subsequentemente, muitas outras fabricantes de guitarra seguiram o exemplo, equipando suas guitarras com cópias do captador humbucker alteradas para não infringir a patente da Gibson. A Gretsch produziu seus captadores Filtertron, e então a Fender entrou no mercado dos captadores humbucker em 1972, com o radicalmente diferente Fender Wide Range. Os humbuckers padrão de outros fabricantes de guitarras e outras companhias como Di Marzio e Seymour Duncan somente entraram no mercado após a patente da Gibson ter expirado.
Através dos anos, Les Pauls autênticas dos anos 50 tornaram-se umas das mais desejadas e caras guitarras do mundo.
Apenas 1700 foram feitas entre 1958 e 1960[carece de fontes?] hoje uma Les Paul Standard 1959 em boas condições de uso pode ser facilmente encontrada custando entre 400.000 e 750.000 dólares, fazendo desta a guitarra de maior valor já produzida (a famosa 1959 que pertenceu a Peter Green, depois Gary Moore e hoje com Kirk Hammett vale 2,5 milhões de dólares, sendo a guitarra Les Paul mais cara em toda a história). (Entretanto, a Gibson Custom Shop apresenta versões dos modelos de 1957 a 1960 da Standard, Custom e Gold Top, que podem ser comprados por menos, custando até 7000 dólares, algumas variações e modelos signature da guitarra, (entretanto, são consideravelmente mais caras.) Foi oferecido 1,6 milhões de dólares pela guitarra 1959 de Jimmy Page, caso ele decida vendê-la.
Graças ao trabalho e influência de Richards,Clapton, Bloomfield, Green, Taylor, Beck, e Jimmy Page em meados dos anos 60,
a demanda por guitarras Les Paul começou a crescer. Respondendo a influência e ao crescimento da pressão do público , Gibson reintroduziu a Les Paul de cutway simples em 1968.

### Modelos Les Paul na era Norlin (1969-1985)
Anos seguintes empossaram a nova empresa proprietária da Gibson. Durante a era Norlin, o design do corpo da Gibson Les Paul foi alterado, a mudança mais notável foi na junção do braço com o headstock. Como a Les Paul tinha a reputação de ter uma junção facilmente quebrável, a junção com o headstock foi reforçada para evitar a quebra. Para aumentar a força, a madeira do braço mudou de mogno para três peças de maple. O corpo da LP passou a ter 2 peças de mogno. Isso se refere à construção incorretamente conhecida como "pancake" no estados unidos. A expressão refere-se ao corpo feito com uma fina camada de maple entreposta entre duas placas de mogno com um tampo de maple. O veio da madeira é colocado a 90 graus para aqueles de mogno. Essas camadas são vísiveis quando se olha o bordo da guitarra. Esse processo é também conhecido como "crossbanding" e é feito para dar força e resistência à deformação/escavação. O "Crossbanding" foi extinto em 1977.
Nessa era, também, a Gibson começou experimentos com novos modelos como a Les Paul Recording. Esse modelo geralmente é evitado pelos puristas[carece de fontes?] considerada muito cheia de "engenhocas".[carece de fontes?]
A LP Recording apresentava captadores de baixa impedância, muitos botões e controles, e um cabo Predefinição:Rever esse termo:data=novembro de 2019 altamente especializado para impedância de correspondência ao amplificador. Mudanças menos notáveis foram inclusas, mas não foram limitadas a, escala de maple (1976), cavidade de escudo, e uma mistura da ponte Tune-o-Matic ABR1 em uma moderna ponte tune-o-matic Nashville. Durante os anos 70, o corpo da Les Paul foi incorporado em outros modelos Gibson, incluindo a Gibson S-1, a Gibson Sonex, a Gibson L6-S e outros modelos que não seguiam o layout clássico da Les Paul.

### Deluxe (1968-1985)
A Deluxe estava entre as novas Les Paul's no final de 1968, substuindo a Standard (que estava fora de producao desde 1960, e somente retornou em 1976). Esse modelo apresentava "mini-humbuckers", também conhecidos como humbuckers "Nova York", e não foi popular no começo (muitas foram convertidas depois pelos guitarristas). Entre 1972 e 1974, a Gibson fez 216 guitarras Deluxe Gold Top com humbucker de fabrica por encomenda dos clientes, e vinham com captadores t-tops. Essas versoes raras encomendadas da Deluxe com humbucker de fabrica sao bastante raras de se achar (foram feitas por encomenda 179 em 1973, 28 em 1974 e nove em 1972).
A Deluxe foi apresentada no final de 1968 e ajudou a padronizar a produção entre as Gibson Les Paul construídas nos Estados Unidos. A primeira serie da Deluxe apresentava um corpo de uma peça de mogno e três peças finas de mogno no braço no final de 1968. No final de 1969 o corpo passou a ter uma fina camada de maple no meio de duas camadas de mogno. Entre 1969 e 1977 todas as Gibson fabricadas, incluido a Custom tiveram essa construcao "crossbanding".
Ate o final do ano de 1974, 90% das Gibson Les Paul Deluxe fabricadas eram Gold Top, e a Deluxe era a mais popular e a mais vendida, superando a Custom entre 1970-1974. Novas cores surgiram a partir de 1975, menos valorizadas que a Gold Top. No final de 1975, a construção do braço de todas guitarras da marca Gibson mudaram do mogno para maple, e tambem neste ano a Gibson mudou oficialmente sua fabrica de Kalamazoo, apos 81 anos, passando a partir de 1976 serem construídas na nova fabrica em Nashville, passando a ter producao em massa, o que para muitos foi uma perda de qualidade, pois antes a guitarras eram feitas artesanalmente (o tone e volume dos knobs eram pintados a mão, hoje são grafados em máquinas). A partir de 1976 a Gibson parou de fazer encomendas da Deluxe por clientes com t-top de fabrica e o corpo de uma peca unica de mogno retornou em 1977 em todas as guitarras Gibson incluindo as Custom. Com a volta da Standard em 1976, a Deluxe passou a ter baixa procura com seus captadores mini-humbucker e a Gibson encerrou a Deluxe em 1985.

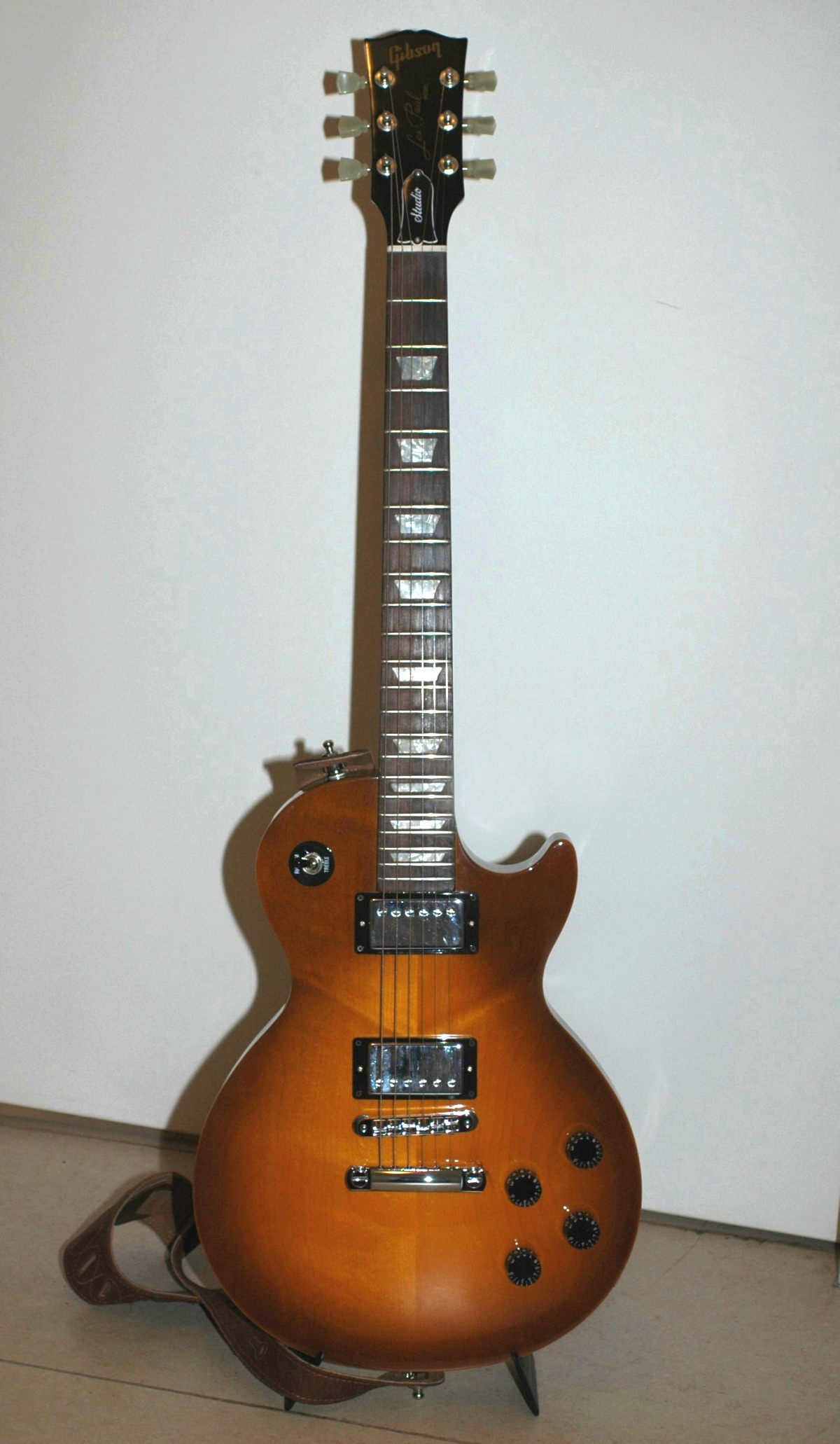
Studio

### Studio (1983-presente)
O modelo "Studio" foi introduzido no mercado em 1983 e continua em produção, sendo o modelo de entrada. Essa guitarra era destinada para o músico de estúdio, portanto as características da Les Paul Studio foram concentradas na saída de som ideal. Esse modelo manteve somente os elmentos da Gibson Les Paul que contribuiram com a tocabilidade e som, incluindo o topo de carved maple e a mecância padrão , além do hardware eletrônico. Entretando o design da Studio omitia várias ornamentações estéticas da Gibson que não afetavam a qualidade do som, incluindo a exclusão do binding no corpo e braço. As duas exceções notávies a isso foram a Studio Standard e a Studio Custom. Ambos modelos foram produzidos em meados dos anos 80 e incluiam o binding no corpo e braço, embora a escala de ambas fosse com marcação de bolinha ao invés dos tradicionais trapézios. Atualmente a única Les Paul Studio que tem o binding clássico e marcação em trapézio é a Les Paul Studio Classic '60 model, uma edição limitada feita para as lojas Sam Ash .
As primeiras Studio de 1983 a 1986, com exceção das Studio Standard e Studio Custom, foram feitas com corpo de alder no lugar de mogno/maple. As Studio atuais vem com corpo de mogno com camaras e também com maple ou topo de mogno. As guitarras de entrada, Les Paul Studio "Faded", tem um corpo de mogno com camaras e um tipo com acabamento em Satin e é a mais barata das Gibson feitas nos Estados Unidos. A "Tribute" tambem foi colocada no mercado, tambem em camaras, sendo uma guitarra de entrada da Studio como visuais em referencia a modelos classicos dos anos 50, 60 e 70.

### modelos Custom Shop
Com a crescente popularidade das guitarras Les Paul, centenas de imitações não licenciadas e versões ilegais tinham aparecido no mercado. Entretanto devido a falha na legislação dos Estados Unidos para lidar com a violação de patentes e restringir as vendas de importação, imitações de outros países causaram problemas ligas e financeiros para a Gibson Guitar Corporation. Outro problema enfrentado foi a existência de cópias de alta qualidade da Vintage Les Paul ( e da Vintage Stratocaster) produzida por fabricantes estrangeiros.
Por exemplo, durante a década de 1970 e começo da década de 1980, a fabricante japonesa Tokai Gakki produziu réplicas magníficas das Les Paul Vintage 1957-59, e réplicas próprias foram gradualmente altamente reconhecidas.  Em 1980, para responder a alta demanda por modelos vintage, Gibson por si mesma começou a oferecer uma linha de modelos "Custom Shop", reproduções quase tão perfeitas quanto as primeiras Les Pauls montadas pela Gibson Guitar Custom Shops.

### Epiphone Les Paul
A Epiphone, subsidiária da Gibson, atualmente faz cerca de 45 modelos diferentes de Les Paul, muitas são cópias próximas aos modelos feitos pela Gibson. Produzidas fora dos Estados Unidos, as Epiphone Les Pauls são feitas com as madeiras mais comumente disponíveis e têm um nível de detalhamento menor que os modelos da Gibson, e como resultado, são vendidas por um preço mais baixo. A Epiphone Guitar Company, pertence à Gibson Guitaras desde os anos 50. Uma vez que a Epiphone foi comprada pela Gibson, rapidamente começou a produzir suas cópias de modelos clássicos da Gibson com uma menor qualidade.
A Epiphone atualmente produz muitos modelos das Les Paul incluindo os modelos "de entrada", como 'Les Paul Special II' que é geralmente feita de basswood com top em veneer, um braço parafusado ao corpo (com marcação em bolinha no lugar dos trapézios tradicionais), sem binding e componentes eletrônicos mais simples.
O modelo acima desse é conhecido como "Les Paul 100", que custa aproximadamente 300 dólares, e apresenta semelhanças mas, tem o padrão Les Paul de fiação, corpo de mogno, e uma pintura de alta qualidade. Os modelos Standard são as "Standard Plain Top" e as "Standard Plus Top". Elas custam entre 550 e 650 dólares respectivamente. Ambas apresentam corpo de mogno com verniz de maple e carved top.
Epiphone também produz muitos modelos menos comuns das Les Paul assim como as "Les Paul Goth", "Les Paul Goldtop", "Les Paul Ultra","Les Paul Custom", "Les Paul Black Beauty", "Les Paul Prophecy Series", "Zakk Wylde Custom Les Paul Moodel", "Slash signature Les Paul Models" e as "Les Paul Studio", e mais atualmente a "Joe Bonamassa '59 Goldtop Les Paul".

### Gibson Robot Guitar

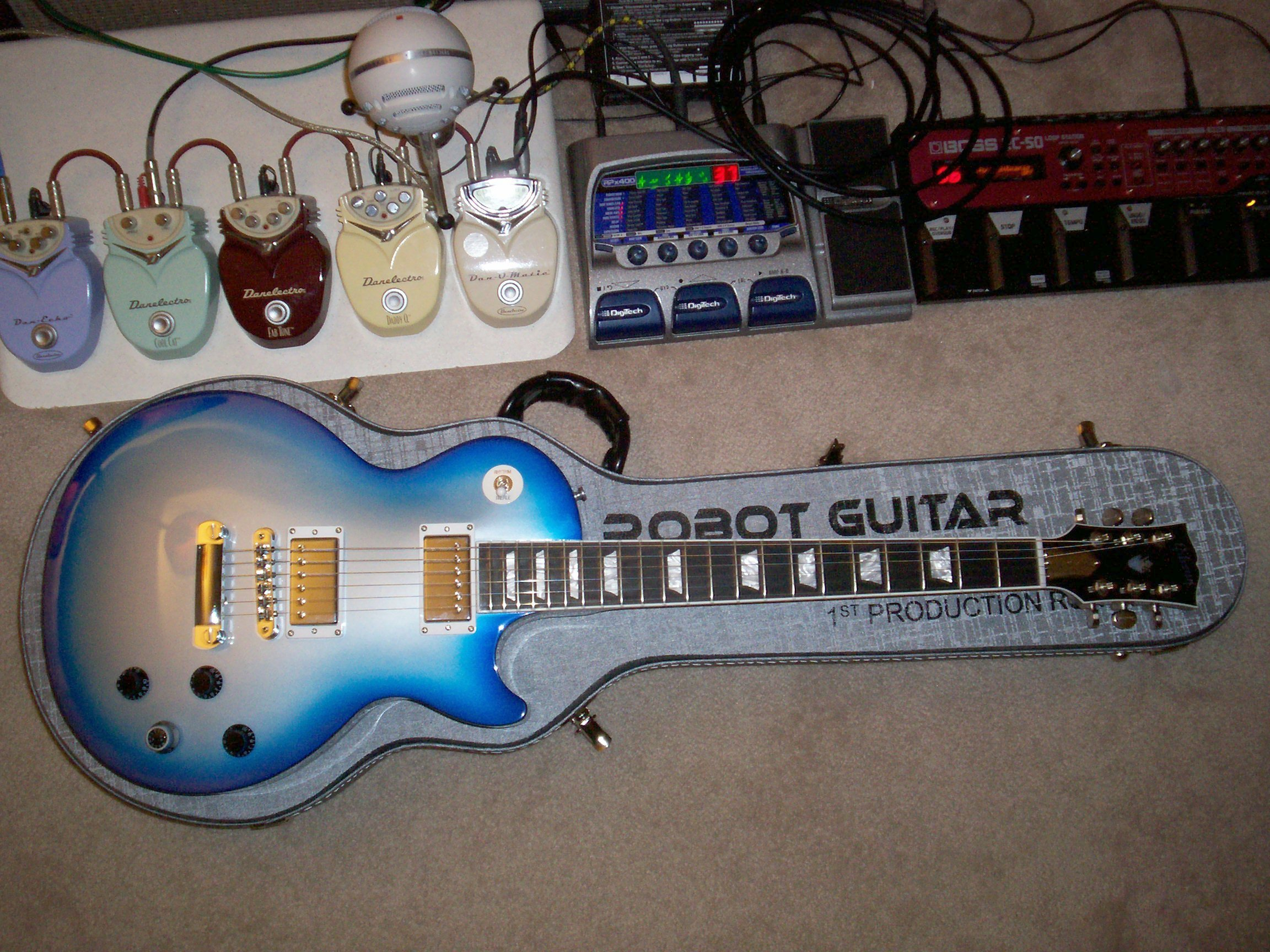
Gibson Robot Guitar

Em 2007, Gibson anunciou a ideia de criar uma Les Paul computadorizada, apelidade de "Robot Guitar". Ela foi lançada em 7 de Dezembro de 2007. A guitarra tem um computador integrado dentro do seu corpo através de um knob com "controle master" perto do knob de volume que pode ser puxado pra fora, virado, ou pressionado para emitir diferentes comandos para a guitarra.Uma das características mais notáveis é a habilidade de afinar a guitarra para afinação padrão simplesmente puxando o botão de controle e dedilhar a guitarra, enquanto o ajuste de afinação é feito. Outro uso do knob de controle mestre é capaz de colocar a guitarras em afinações alternativas, como drop D, pressionando o controle de knob para alcançar a configuração. A nova Les Paul tem um acabamento Custom Silverbust Blue. Enquanto esse produto foi comercializado pela indústria americana como um dos primeiros do mundo a ter tal sistema, alguns sistemas externos muito similares já eram utilizados a décadas.

### Gibson Dark Fire
Gibson anunciou uma nova guitarra interativa computadorizada que produzisse mais sons, nomeada de 'Dark Fire' Ela foi lançada em 15 de Dezembro de 2007. A guitarra tem um computador intregado ao corpo e é controlada pelo "Knob de Controle Mestre" (MCK), O MCK permite guitarristas , a habilidade de mudar os captadores e bobinas, ajustar cada som e afinação automaticamente e simultaneamente, mesmo durante a execução de alguma música. Como a Robot, a Dark Fire apresenta a habilidade de afinar a guitarra , entretanto, como melhora sobre a Robot, o guitarrista pode afinar até 500 vezes por troca de bateria.Usando a "Tecnologia de Som Camaleão" (Chameleon Tone Technology), Gibson anuncia que essa guitarra ira produzir cada som de guitarra possível. Em adição para melhorar e avançar as opções de afinação, a guitarra tem três tipos de captadores, que incluem: Burstbucker (humbucker), um P-90 single coil e uma ponte acústica que permite misturar sons orgânicos a sons originais.

## Modelos Signatures

### Slash

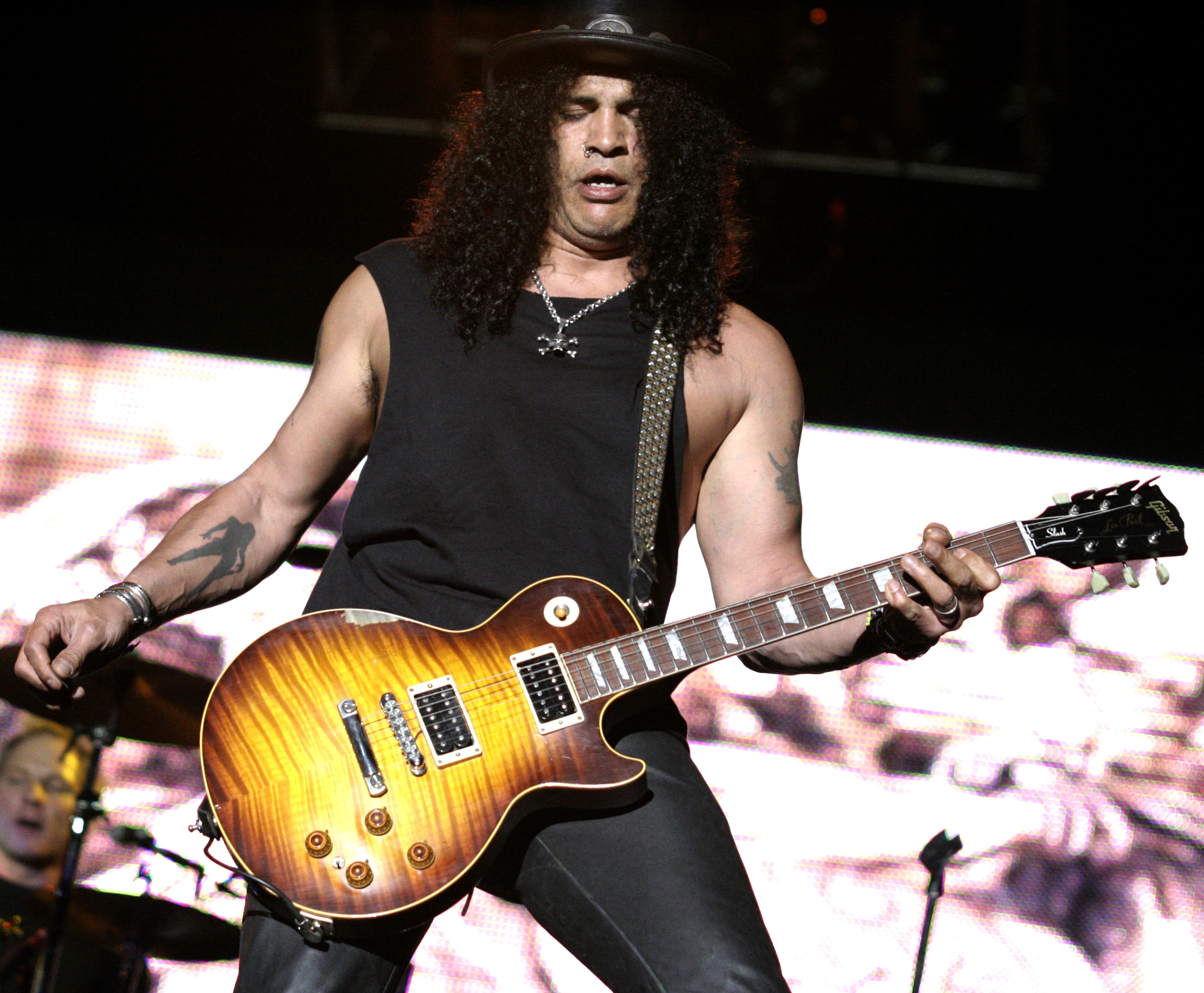
Slash com uma de suas signatures em 2007

Slash colaborou com a Gibson em onze modelos signatures da Les Paul, e três através da Gibson USA, quatro da Gibson Custom Shop e quatro para a subsidiária Epiphone.
A primeira dessas guitarras foi a Slash "Snakepit" Les Paul Standard, que foi apresentada pela Gibson Custom Shop em 1996. Tinha acabamento transparente cranberry vermelho sobre um topo de flame, e o desenho gráfico de uma serpente fumando, a mesma que aparece no álbum de estreia do grupo Slash's Snakepit, chamado It's Five O'Clock Somewhere, esculpido a mão por Bruce J. Kunkel (proprietário da Kunkel Guitars), e marcação em madrepérola de uma serpente por todo o braço sobre a escala escura. A produção dessas guitarras foi limitada a 50 peças, com Slash recebendo as quatro primeiras , incluindo o protótipo. Em 1998 o estúdio de Slash foi quebrado e suas guitarras foram roubadas, incluindo o protótipo da "Snakepit", então a Gibson Custom Shop construiu pra ele uma réplica. Essas guitarras, são de longe as mais raras e colecionáveis de qualquer série signature do Slash, são vendidas por aproximadamente 5.000 dólares, novas, o Hollywood Guitar Center estava pedindo cerca de 20.000 dólares por uma dessas em 2002. Em 1997, a Epiphone lançou uma versão mais acessível da "Snakepit" Les Paul, apresentando um decalque da cobra fumando no logo e uma escala com marcação de trapézios comum.
Em 2004, a Gibson Custom Shop introduziu a série Slash Signature Les Paul Standard. Essa guitarra apresenta um topo de maple plano disponível no acabamento Tobacco Sunburst, e um captador piezo com um switch localizado perto dos knobs de controle de tone e volume. Em 2008 , a Epiphone produziu a Slash Signature Les Paul Standard Plus Top, que foi modelada depois do modelo feito pela Gibson Custom Shop. É uma guitarra com corpo em mogno sólido, topo de flame maple e acabamento em Dark Tobacco Burst.
Em 2008, a Gibson USA lançou a Slash Signature Les Paul Standard, uma réplica autética de uma das duas Les Pauls que Slash recebeu da Gibson em 1988. O acabamento é em Antique Vintage Sunbrust sobre um corpo de mogno sólido com topo de maple. A produção foi limitada a 1600 peças. A Gibson Custom Shop apresentou a Slash "Inspired By" Les Paul Standard. Ela também é uma réplica de um das Les Paul recebida por Slash pela Gibson em 1988 e apresenta três peças de topo de maple esculpidos, uma peça de mogno e escala em rosewood, com acabamento em Heritage Cherry Sunburst. Duas versões foram feitas disponibilizadas em "Aged by Tom Murphy", envelhecida para lembrar a guitarra original como ela seria hoje (um número limitado dessas foram assinadas por Slash em uma caneta 'gold marker' nas costas do headstock), e a "Vintage Original Spec," criada para lembrar a guitarra como era quando Slash a recebeu.
Mais dois modelos foram introduzidos em 2008. Gibson USA produziu a Slash Signature Les Paul Goldtop, modelada após a Gibson Les Paul Goldtop 1991 foi roubada da coleção de Slash em 1999 e nunca mais recuperada. Ela apresenta um corpo de mogno e topo de maple esculpido a mão e acabamento em Gibson's Classic Bullion Gold. Produzida numa quantidade limitada a 1000 peças. Epiphone novamente introduziu uma versão mais acessível do modelo da Gibson , apresentando o corpo tradicional da Les Paul como um topo de maple, braço de mogno com escala em rosewood e acabamento Epiphone's Classic Goldtop. A produção foi limitada a 2000 peças.
Em 2010, a Gibson USA lançou a Slash "Appetitte" Les Paul Standard como tributo ao primeiro disco do Guns N'Roses Appetite for Destruction. Lembra as Les Paul Standards originais do final dos anos 50 incluindo a réplica de Slash - 1959 - usada para gravar esse álbum. Tem um topo de maple com acabamento em nitrocelulose Unburst, escala de rosewood com marcação em madrepérola e um desenho feito por Slash no headstock contendo sua assinatura. Equipada com captadores Slash's Seymour Duncan. A Gibson Custom Shop lançou também a Slash "Appetite" Les Paul Standard. A produção foi limitada a 400 peças, com 100 delas envelhecidas e assinadas pelo próprio Slash, e outras 300 finalizadas com o procedimento VOS da Custom Shop. A Epiphone também produziu sua versão, mais acessível, da "Appetite" Les Paul e a sua produção foi limitada a 3000 peças.

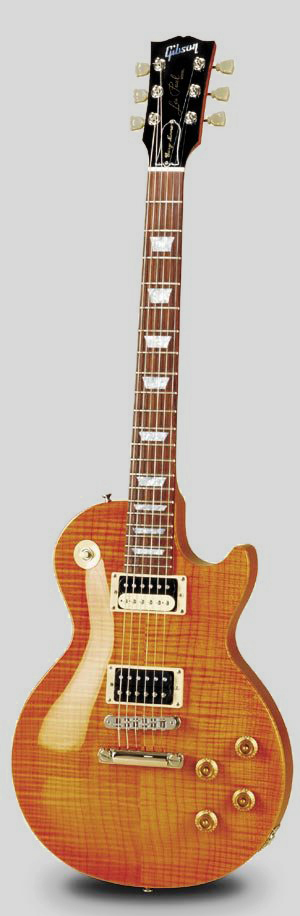
Gibson Gary Moore Les Paul

### Gary Moore
O guitarrista de hard rock e blues Gary Moore também teve sua série signature lançada pela Gibson no começo dos anos 90.Caracterizada pelo topo de flame amarelo e ausência de binding. Apresentadava captadores humbuckers abertos um deles sendo "zebra coils" (um branco e outro com as bobinas pretas).
Em 2009, Gibson lançou outra série signature do Gary Moore, a Gibson Gary Moore BFG Les Paul A Gary Moore BFG é muito mais como uma versão anterior das séries Les Paul BFG, a ter algo de semelhantes com suas Les Paul Standards da década de 1950.

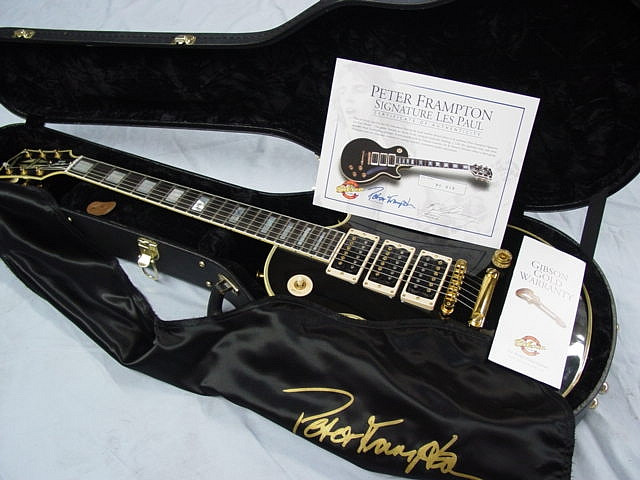
Peter Frampton 54 Custom com três humbuckers

### Peter Frampton
A Guitar Center adicionou uma réplica da "Black Beauty" Les Paul Custom, com três captadores que Peter Frampton usava como sua guitarra principal nos seus dias na banda Humble Pie através do começo de sua carreira solo, fotografado tocando o instrumento em seus álbuns Frampton e Frampton Comes Alive. Ela tem as mesmas qualidades com os três captadores descobertos e sem escudo. A Black Beauty não foi lançada até 1957, entretanto, uma dada a Frampton por um fã de nome Mark Mariana era uma original ano 54 que foi escavada para inserir um captador no meio.

### Michael Bloomfield
A estrela da guitarra blues Mike Bloomfield não podia ter sido o primeiro a então ganhar sua fora-de-produção Les Paul Standard, em meados dos anos 60, mas sua popularidade e influência com a Butterfield Blues Band era com frequência creditada como a semente que ajudou a renovar o interesse que compeliu a Gibson a retornar ao seu projeto da Les Paul original e de toda sua produção depois de uma década. Bloomfield primeiro tocou numa Les Paul Goldtop 1954 (com as cordas em volta do cordal ao i´vés de suspensa ou entonadas sobre a ponte) enquanto com Butterfield em 1966, mas trocou a guitarra (e mais 100 dólares) com um técnico Dan Erlewine em troca de uma Les Paul Standard 1959. Essa guitarra era caracterizada por um botão incompátivel de controle de volume, faltando a borracha do seletor de rhythm/treble e uma rachadura na madeira atrás do cordal.Porque a guitarra estava perdida nos anos 70 (Estudiosos de Bloomfield acreditam que um proprietário local canadense alegou que como compensação depois que Bloomfield perdeu um show programado e nunca recuperou o instrumento), Gibson usou centenas de fotos do instrumento, do guitarrista de blues falecido (e consultaram a família de Bloomfield) para produzir a edição signature limitada Bloomfield. A empresa produziu cem modelos Bloomfield com acabamento envelhecido e cem mais com a empresa Vintage, com especificações originais de acabamento em 2009. Eles reproduziram o botão de controle de volume incompatível, mas incluiram uma cobertura no seletor. O headstock foi caracterizado pelas tarraxas Grover e os captadores eram Gibson Burstbucker 1 (no braço) e Burstbucker 2(na ponte).

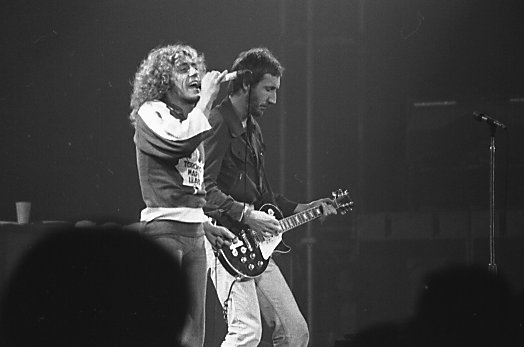
Roger Daltrey & Pete Townshend com sua modificada Les Paul Deluxe

### Pete Townshend
Em 2005, a Gibson lançou três guitarras signature de Pete Townshend Les Paul Deluxe, baseadas nas pesadas customizadas "#1" Wine Red 1976 Les Paul Deluxe, "#3" Goldtop 1976 , e "9" Cherry Sunburst 1976. Essas guitarras foram modificadas por Alan Rogan e usadas exaustivamente no palco e em estúdio com o The Who. Em adição aos dois mini humbuckers transportados para guitarra, Rogan modificou os captadores DiMarzio originais de Townshend da posição média. Interruptores localizados atrás do cordal da guitarra mudavam o captador entre as posições 'ligado' e 'desligado' e adicionavam um boost de volume à guitarra. Os knobs de controle com fio foram para o volume, um para cada captador e um volume master. As reedições diferiram das originais de Townshend pois as reedições tinham uma incrustração no primeiro traste que as originais não tinham.

### Jimmy Page

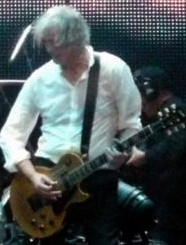
Jimmy Page com sua Les Paul

Gibson produziu três modelos signature do Jimmy Page. O primeiro foi lançado em meados da década de 1990. Era baseado num estoque de Les Paul Standard da época (ao invés de versões mais prestigiadas e históricas de 1958/1959 relançadas como lançamentos da Gibson Custom Shop). As modificações foram baseadas na guitarra #2 de Jimmy Page, uma Les Paul 1959, que tinha sido modificada nos potênciometros dos quatro botões de controle, assim como o mini seletor abaixo do escudo. Essa primeira versão signature não tinha os mini-switches embaixo do escudo, e não replicou o braço raspado da guitarra, mas incluiu os seus quatro pot de volumes.Com os quatro empurrados pra baixo a guitarra operavava normal, colocando o pot na posição da ponte ou braço o captador respondia com uma bobina apenas e não como um captador humbucker.Colocando o pot de volume também fazia o captador mudar das suas séries para paralelo. Essa primeira versão signature possuía um captador 496R na posição do braço e um 498T na ponte.
Em 2005, depois de 2 anos de pesquisa e desenvolvimento utilizando a guitarra atual de Jimmy Page, a Gibson Custom Shop lançou uma edição limitada de guitarras com sua assinatura , baseada na Jimmy Page #1 - 1959. Dessa vez a Gibson trabalhou diretamente na guitarra atual de Jimmy Page, que ele emprestou para a Gibson para o projeto. A guitarra apresentava apenas um pot de puxa-empurra, assim como a Page #1, que revertia a fase dos capatadores na posição de cima, que nas palavras do próprio Page davam "a aproximação mais próxima ao som de Peter Green".Gibson também fez um grande esforço para replicar a precisão dos captadores ,criando dois captadores customizados, que estiveram disponíveis apenas nessa guitarra. Os captadores foram baseados nos Burstbucker vintage-style pickups, mas apresentavam um magneto de Alnico mais forte e de saída um com uma resposta um pouco mais alta nos agudos, com precisão reproduzindo os sons dos captadores da guitarra de Page.Gibson também replicou a forma do braço, com uma modificação pesada em função de Page receber a guitarra e tarraxas Grovers que eram as favoritas de Page.
Muitos anos depois, a Gibson lançou sua terceira Jimmy Page Signature, essa muito inspirada na sua guitarra #2, chegando bastante próxima do modelo original. Lançada pela Custom Shop em uma edição limitada de 325 guitarras, essa guitarra é mais precisa e reproduz fielmente o escudo, afinadores precisos e captadores precisos (os mesmo que foram usados em 2005 na réplica da #1 de Jimmy Page), assim como o formato do braço também foi fielmente replicado. Assim como sua modelo Signature dos anos 90 essa também possui os 4 pots de puxa-empurra, os dois mini-switches embaixo do escudo.Como na Signature original de 1990, empurrar os controles de volume do braço ou da ponte mudam os respctivos captadores de bobinas a paralelos e colocando o pot em seus respctivos captadores mudam sua característica de humbucking para single coil. Os dois botões de switch foram montados sob o escudo fornecem funções universais de comutação, independentemente das posições dos controles de puxa-empurra. Com o switch da ponte escolhido na posição para fora, a fase do captador ponte é invertida. Com o switch escolhido no braço na posição para fora, ambos os captadores são ligados em série e fora de fase. Com ambos os switches para fora, ambos os captadores estão em série e em fase. A Les Paul #2 de Jimmy Page foi concluída pela Gibson Custom Shop de forma meticulosamente planejada e teve um acabamento "Page Burst Version Two" em sunburst que é uma replica precisa assemelhando-se a aparência de âmbar da guitarra original, e que o próprio Page aprovou. Com um número total de produção de 325 unidades, estas são algumas das mais caras guitarras já lançadas pela Gibson. As 25 primeiras, autografada por Jimmy Page, que custam tanto em torno de  25.000 dólares, nova, com preços em ascensão no mercado de colecionadores. Embora a Gibson tenha feito 100 a mais com o mesmo nível de qualidade apenas as 25 primeiras foram assinadas.

### Ace Frehley
Ace Frehley Ex-guitarrista do Kiss teve seu primeiro modelo signature lançado pela Gibson em 1997, com três humbuckers DiMarzio, com acabamento Cherry Sunburst (AAAA), uma imagem colorida do rosto de Frehley usando maquiagem do Kiss no headstock, e marcação de madrepérola reluzente, e uma assinatura no décimo segundo traste. Houve uma edição limitada, da Gibson Custom Shop que colocou em produção somente 300 dessas guitarras que foram construídas com DiMarzio PAF, Super Distortion e captadores Dual Sound. O modelo de produção limitado apenas foi construído com captadores Dimzarzio Super Distortion. Essa foi uma das edições limitadas mais bem vendidas da Gibson. Essas guitarras valem hoje em dia algo entre 4000 e 12.000 dólares.

### Billy Gibbons
A guitarra signature de Billy Gibbons do ZZ Top é baseada na sua favorita "Pearly Gates" Les Paul.
Gibbons autorizou Les Paul a fazer um relançamento da sua Les Paul Standard 1959, considerada por ser o "Santo Graal" das guitarras elétricas, por muitos guitarristas renomados e entusiastas da guitarra. Gibson Les Paul Standards fabricas durante 1958 e 1960 são todas consideradas acima da média no design da guitarra elétrica, inigualáveis em forma e função por qualquer outro modelo ou design. Nota: a foto da Les Paul mostrada aqui com Billy Gibbons não é a "Pearly Gates". Talvez a foto de Gibbons com sua original de 1959 seja apropriada pra esse texto da Wikipédia. De acordo com o site da Gibson (url listada abaixo) Gibbons usou sua original Standard de 1959 em cada disco do ZZ Top e cada faixa produzida por data, e que isso seja "A Voz De Deus como nenhuma outra guitarra..." (citação atual). Veja foto e especificações da Gibson Les Paul 1959 "Pearly Gates" relançada aqui:http://www2.gibson.com/Products/Electric-Guitars/Les-Paul/Gibson-Custom/Billy-Gibbons-Pearly-Gates-Les-Paul-Standard.aspx

### Buckethead
O modelo signature de Buckethead é um modelo cujo tamanho é maior do que o normal e possuí um corpo de mogno, topo de maple em 'alpine white' uma escala de 27 polegadas e um seletor de push/pull no knob de controle do tom que permite a separação das bobinas do captador da ponte e do captador do braço. A despeito de a escala ser 2 1/4" maior que o de uma Les Paul Standard ela é ainda é configurado de fábrica para a afinação padrão em Mi. Essa Gibson possui captadores humbuckers cerâmicos (496R no braço, 500T na ponte). Os componentes eletrônicos são também religados pra fazer uso das placas dos botões estilo arcade "killswitch" da guitarra. Essa guitarra é idência a Les Paul que Buckthead excursionou em 2009.

### Billie Joe Armstrong
A signature de Billie Joe Armstrong é uma Les Paul Junior, baseada na vintage Junior que ele usa e cujo nome é 'Floyd.'
Ela possuí captadores Billie Joe Armstrong signature, o H-90, uma versão humbucking do famoso captador P-90. Usada principalmente de 2004 até os dias atuais.

### Zakk Wylde
Apresenta o tradicional gráfico Bullseye, e captação ativa EMG 81 e EMG 85, braço inacabado.
Talvez devido ao fato que apenas 50 dessas guitarras foram feitas pela Gibson, "AGed Edition" Zakk Wyldes Bullseye Les Paul Guitars são extremamente procuradas por guitarristas de metal e colecionadores. O design customizado da Gibson conduziu a um redesenho da guitarra de Zakk Wylde's a sério como ele espelha cada ficha amassada como encontrada na legendária guitarra Zakk's Nº1. Les Paul Custom. O grande diferencial da Les Paul Zakk Wylde é que o braço dela é de maple para se obter melhores harmonicos.[carece de fontes?] No começo de sua carreira Zakk Wylde usou um modelo Standard, com o gráfico BullsEye, após a produção de sua linha Signature, passou a usar modelos Custom.[carece de fontes?]
Hoje as guitarras de Zakk é o modelo Signature mais vendido, pois não tem só a Les Paul como modelo assinado.[carece de fontes?]

### Neal Schon
A Signature de Neal Schon tem um top de mogno esculpido, binding preto/branco no top, hardware cromado e uma ponte com Floyd Rose. Uma única peça de mogno do braço que apresenta o perfil mais fino. 22 trastes na escala de ébano apresenta marcação em pérola e diamante com binding branco. Os captadores são DiMarzio Fast Track/Fernandes Sustainer na posição do braço e Gibson BurstBucker Pro na posição da ponte. Em adição aos componentes eletrônicos padrões das Les Paul (controle de volume do captador individual e controle de tons, mais três seletores)a Schon Signature apresenta dois mini-alternadores um liga/desliga para o Sustainer e oitavador - junto com o push/pull para corte de médios. Apenas 60 dessas guitarras foram feitas em produção e vendidas dias após o lançamento.

### Eric Clapton
Quando Eric Clapton plugou sua Les Paul 1960 em um amplificador Marshall em meados dos anos 60 ele criou um novo som para o rock clássico que tem sido reverenciado e copiado por um incontável número de guitarristas desde ,uma vez que desempenhou um papel importante renovando o interesse na guitarra, o que fez com que a Gibson retornasse a fabricar sua Les Paul original e mantivesse assim a sua produção.Clapton tocou uma Standard 1960 enquanto membro do grupo Blues Brakers de John Mayall e no seu começo com o Cream. Disseram que a guitarra foi roubada enquanto Clapton estava se preparando para sua primeira turnê com o Cream em 1966, após a gravação de Fresh Cream, e foi por muito tempo considerado um instrumento icônico pelos fãs de Clapton e pelos admiradores de Les Paul.Gibson anunciou a produção da Clapton 1960 Standard - popularmente conhecida como "Beano Burst", em homenagem ao guitarrista, em meados de 2010. A companhia teve a cooperação direta de Clapton como consultor do projeto que era baseado em poucas fotografias disponíveis do músico com a guitarra. A Gibson disse que o instrumento "preciso representa o que Eric Clapton realmente sente o que sua Les Paul 1960 deveria ser", com a consultoria de Clapton no design da guitarra. A produção foi limitada a 55 instrumentos envelhecidos feitos à mão e assinados por Clapton (que permitiu que mantivessem os primeiros cinco desses instrumentos), outros 95 instrumentos envelhecidos a mão, e 350 instrumentos VOS, mas todos os quinhentos instrumentos apesentavam o hardware do período correto, duas captadores PAF humbuckers da Gibson e o acabamento "Antiquity Burst" com topo de maple.

### Marc Bolan
O rock star britânico Marc Bolan teve sua Les Paul "incomum" reproduzida numa cópia signature. Ela tinha o corpo de uma Standard 1950 com braço de uma Custom dos anos 70. A guitarra era conhecida por ter tido três braços no tempo de vida de Bolan.
O protótipo foi apresentado em 2011 na exposição da NAMM. Assim como a "Beano Burst", de Eric Clapton, Gibson provavelmente forçou referências em fotografias do instrumento para reproduzi-la. (Bolan é visto segurando o instrumento na foto). Sua guitarra real estava entre os pertences roubados da casa de Bolan por seus fãs ardorosos.Gibson anunciou a disponibilidade da guitarra de Marc Bolan em Fevereiro de 2011.

### Lou Pallo
Lou Pallo, membro de longa data de performance no trio de Les Paul até a morte do virtuoso guitarrista em 2009, ganhou uma edição signautre no final de 2010. Conhecido como "O homem de Mil Inversões" graças aos seus admirado trabalho de guitarra-ritmíca assim como à sua capacidade de solar, Pallo tocou uma Les Paul Custom no trio Les Paul. Entretanto, a Les Paul na quel ele foi consultado para esse design apresenta o headstock de uma Standard e o corpo mas as marcações em bloco de uma Custom incluindo a do primeiro traste. O corpo de madeira é mogno colorido natural enquanto o topo é ébano pintado como nas produções da Standard. A guitarra apresenta, de forma incomum, um captador P-90 single coil coberto no braço, o mesmo captador que a Standard na  Les Paul de 1952 até 1956 tinham e um captador double-coil Dirty Fingers sem cobertura mas com frame negro na ponte. O modelo Lou Pallo também apresenta uma pequena reprodução da assinatura de Palo no décimo segundo traste, Gibson dizia que queria a assinatura de Pallo (que lembrava a de Les Paul) no headstock no lugar da assinatura tradicional de Les Paul, mas Pallo rejeitou a ideia em respeito a sua amizade de longa data e sugeriu a assinatura na marcação do braço. 400 Lou Pallo signature foram produzidos, com a guitarra chegando ao mercado em dezemcbro de 2010. O próprio Pallo apresentou a guitarra no New York's Iridium club, onde o trio Les Paul tocou por muitos anos, e performou o clássico "Begin the Beguine" no instrumento depois de dar a plateia uma apresentação sobre o instrumento.

### Matt Heafy
Matt Heafy, um dos guitarristas da banda de metal americana Trivium atualmente está trabalhando em modelos signature de 6 e 7 cordas com a Epiphone, ele foi visto tocando o protótipo com o Dream Theater. Duas fotos dele tocando ao vivo, é uma Les Paul Custom em preto fosco com captadores EMG. Matt disse em muitas entrevistas que "Estou escolhendo a Epiphone, porque eu tenho trabalhado do meu jeito, na Epiphone, Gibson USA, e então com a Gibson Custom. Originalmente era pra ser uma Gibson Custom, as crianças teriam que pagar 6000 dólares por isso e elas não teriam o suficiente pra isso. Eu quero que isso seja acessível mas que seja algo que eu use no palco".

### Paul Landers
Paul Landers, co-guitarrista da banda alemã Rammstein recentemente anunciou um modelo signature com a Gibson baseado na sua custom construída, que ele começou a usar durante a Liebe ist für alle da tour. Ela apresenta um corpo de mogno com tampo de maple e acabamento em satin preto com binding prateado ao redor da frente do corpo. O braço também é feito de mogno e apresente uma escala sem marcação ou binding. O hardware inclui uma ponte tune-o-matic e tarraxas Grover com trava. A guitarra também tem captadores EMG cromados cobertos. Eles são um 81 na ponta e um 60 no braço. Ela também tem um volume simple ede controle e chave seletora de 3 posições.

## Imagens
Alguns dos diversos modelos e variantes guitarra Les Paul:

## Imitações da Les Paul
As especificações da Les Paul durante os anos 1958-60 variam de ano para ano e também de guitarra para guitarra. Uma típica Les Paul Standard de 1958 tem braço mais espesso e trastes mais finos e altura dos trastes mais baixa, que mudou durante o ano de 1959 em desenvolvimento dos típicos braços de 1960 com uma seção mais fina e larga e trastes mais altos. De outra forma as Les Paul Custom desse mesmo período tem os trastes totalmente diferentes e são referidas como "Maravilha Fretless" porque eram designadas para guitarristas de jazz. Essas guitarras começaram a inspirar réplicas e imitações.
Embora as primeiras imitações de Les Paul nos anos 60 e 70 como aquelas feitas pela Hofner, Hagstrom, Harmony Company e Greco Guitars fossem visivelmente diferentes do design da Gibson como diferentes componentes eletrônicos e mesmo com braços parafusados, no final nos anos 70 algumas companhias japonesa conseguiram chegar bem próximo de fazer cópias perfeitas das Standards de 1958-1960 originais. É considerado pelos especialistas em guitarras vintage que o começo e o meio da década de 70 marcaram um ponto baixo na qualidade das guitarras das maiores fabricantes incluindo a Gibson, que ajudou a contribuir com a popularidade das réplicas vintage japonesas. Essas guitarras mais tarde tornaram se conhecidas como "guitarras fora-da-lei". A ação judicial a que se refere , foi movida pela Norlin Corporation que era proprietária da Gibson na época, em 1977 e foi baseado no design do headstock de uma Ibanez que ela foi descontinuada em 1976.Ibanez resolveu a questão fora do tribunal e em 1978 começou a fazer guitarras a partir de seus próprios designs.[carece de fontes?]
A ESP Guitars produz sete tipos, a série Eclipse, James Hetfield Truckster e Kirk Hammet KH-3 da ESP, as séries LTD EC e  Truckster, a Edwards E-LP Series, e a Navigator N-LP Series, que eram baseadas no design da Les Paul. Certos modelos da EC tem 24 trastes e componentes eletrônicos ativos usando captadores EMG no lugar dos captadores padrões passivos e 22 trastes encontrados na Les Paul tradicional. A Edwards e a linha Navigator são feitas no Japão e disponibilizadas no varejo apenas no mercado japonês; elas vem com o hardware padrão Gotoh e captadores Seymour Duncan (Captadores EMG em poucos modelos), e diferene da EC e da serie Eclipse, que são apresentam melhorias variadas na Les Paul, essas são feitas pra serem bem próximas do design da Gibson Les Paul 1959 possível, na onda do final dos anos 70 e década de 80 os modelos "fora-da-lei" da Tokay e Greco, imitavam completamente o headstock da Gibson.
A Heritage Guitars, fundada em 1985 por quatro empregados de longa data que trabalharam na Gibson quando a empresa se mudou para Nashville, continuam a construir guitarras de alta qualidade na fábrica original na rua Parsons 225 em Kalamazoo, Michigan. Muitos dos modelos evocam memórias da Gibson do final dos anos 50 e começo dos anos 60, época conhecida como "anos dourados". a H-150 e a H-157, por exemplo, são reminiscencias das Les Paul e Les Paul Custom originais, enquanto o H-535 é uma versão moderna do Gibson ES-335.Porque as guitarras Heritage são construídas na fábrica original, alguns não consideram eles de todo miitadores, mas a continuação de um legado de Kalamazoo.
Em 2006 a Gibson perdeu uma ação contra a PRS Guitars, Gibson alega que a PRS estava roubando o shape e o design da Les Paul.
A Gibson argumentou ser detentora do modelo Les Paul no tribunal da Finlândia. De acordo com o tribunal, "Les Paul" tornou-se um substantivo comum para guitaras de um certo tipo. A ação foi perpetrada quando Gibson processou Musamaailma, que importava as guitarras Tokai, por violação de patente. Entretanto, muitas testemunhas atestaram que o termo "Les Paul" denota característias de uma guitarra ao invés de um modelo de guitarra particular. O tribunal também encontrou um agravante no fato da Gibson usar 'Les Paul' no plural e que a o importador das guitarras Gibson tinha usado Les Paul como um substantivo comum. A decisão do tribunal pendeu para esse lado e a Gibson não recorreu.